# Невеличи
Неве́личи (бел. Няве́лічы) — деревня в составе Дзержинского сельсовета Дзержинского района Минской области Беларуси. 

## География
Деревня расположена в 7 километрах от Дзержинска, 31 километрах от Минска и 5 километрах от железнодорожной станции Койданово. 

### Гидрография
Расположена на реке Усса.

## История
Известна со 2-й половины XVIII века, как фольварк в Минском повете Минского воеводства, находилась во владении Радзивиллов. После второго раздела Речи Посполитой (1793 год) в составе Российской империи. В 1800 году Невеличи — это имение, в котором насчитывалось 11 дворов, проживал 81 житель, в деревне находился хозяйский дом, трактир, находилась в собственности Доминика Радзивилла. Позже фольварк принадлежал графам Гуттен-Чапским, в составе Станьковского ключа. В 1815 году — 34 души, 75 жителей мужского пола. 
Во 2-й половине XIX века—начале XX века в Станьковской волости Минского уезда Минской губернии. В 1897 году, по данным первой Всероссийской переписи в Невеличах — 92 жителя, работала водяная мельница. В 1917 году — имение Невеличи, проживали 188 жителей. 9 марта 1918 года в составе провозглашённой Белорусской Народной Республики, однако фактически находилась под контролем германской администрации. С 1 января 1919 года в составе Советской Социалистической Республики Белоруссия, а с 27 февраля того же года в составе Литовско-Белорусской ССР, летом 1919 года деревня была занята польскими войсками, после подписания рижского мира — в составе Белорусской ССР. С 20 августа 1924 года в составе Макавчицкого сельсовета Койдановского района Минской округа. 29 июля 1932 года Койдановский район был переименован в Дзержинский. С 23 марта 1932 года в составе Фанипольского сельсовета, с 31 июля 1937 года в составе Минского, с 4 февраля 1939 года вновь в составе Дзержинского района, с 20 февраля 1938 года в Минской области. В начале 1920-х годов на бывших помещичьих владениях был создан совхоз «Невеличи». В 1926 году по данным первой всесоюзной переписи, в Невеличах 141 житель. В годы коллективизации организован колхоз. 
В Великую Отечественную войну с 28 июля 1941 года до 7 июля 1944 года посёлок был оккупирован немецко-фашистскими захватчиками. На фронтах войны погибли 9 сельчан. В 1960 году в деревне 229 жителей, с 1954 года, Невеличи в составе в Дзержинского сельсовета. Входила в колхоз имени Дзержинского. По состоянию на 2009 год в составе СПК «Крутогорье-Петковичи», в деревне действуют свиноводческий комплекс, сельклуб, библиотека и продуктовый магазин.

## Население
| Численность населения (по годам) | Численность населения (по годам) | Численность населения (по годам) | Численность населения (по годам) | Численность населения (по годам) | Численность населения (по годам) | Численность населения (по годам) |
| 1800                             | 1815                             | 1897                             | 1909                             | 1917                             | 1926                             | 1960                             |
| -------------------------------- | -------------------------------- | -------------------------------- | -------------------------------- | -------------------------------- | -------------------------------- | -------------------------------- |
| 81                               | ↘75                              | ↗92                              | ↗120                             | ↗188                             | ↘141                             | ↗229                             |
| 1997                             | 2004                             | 2010                             | 2017                             | 2018                             | 2020                             | 2022                             |
| ↗244                             | ↘230                             | ↗300                             | ↘263                             | ↘262                             | ↘258                             | ↘248                             |

## Улицы
По состоянию на октябрь 2019 года в деревне насчитывается 7 улиц и переулков:
- Центральная улица (бел. Цэнтральная вуліца);
- Северная улица (бел. Паўночная вуліца);
- Южная улица (бел. Паўднёвая вуліца);
- Садовая улица (бел. Садовая вуліца);
- Молодёжная улица (бел. Маладзёжная вуліца);
- Северный переулок (бел. Паўночны завулак);
- Южный переулок (бел. Паўднёвы завулак).